# Casa de Albret
La casa de Albret o Labrit es un histórico linaje nobiliario y casa real procedente de la Gascuña, en el suroeste de la actual Francia. Toma su nombre del señorío de Albret, en las Landas. Su asentamiento ancestral era el castillo de Labrit, hoy desaparecido.

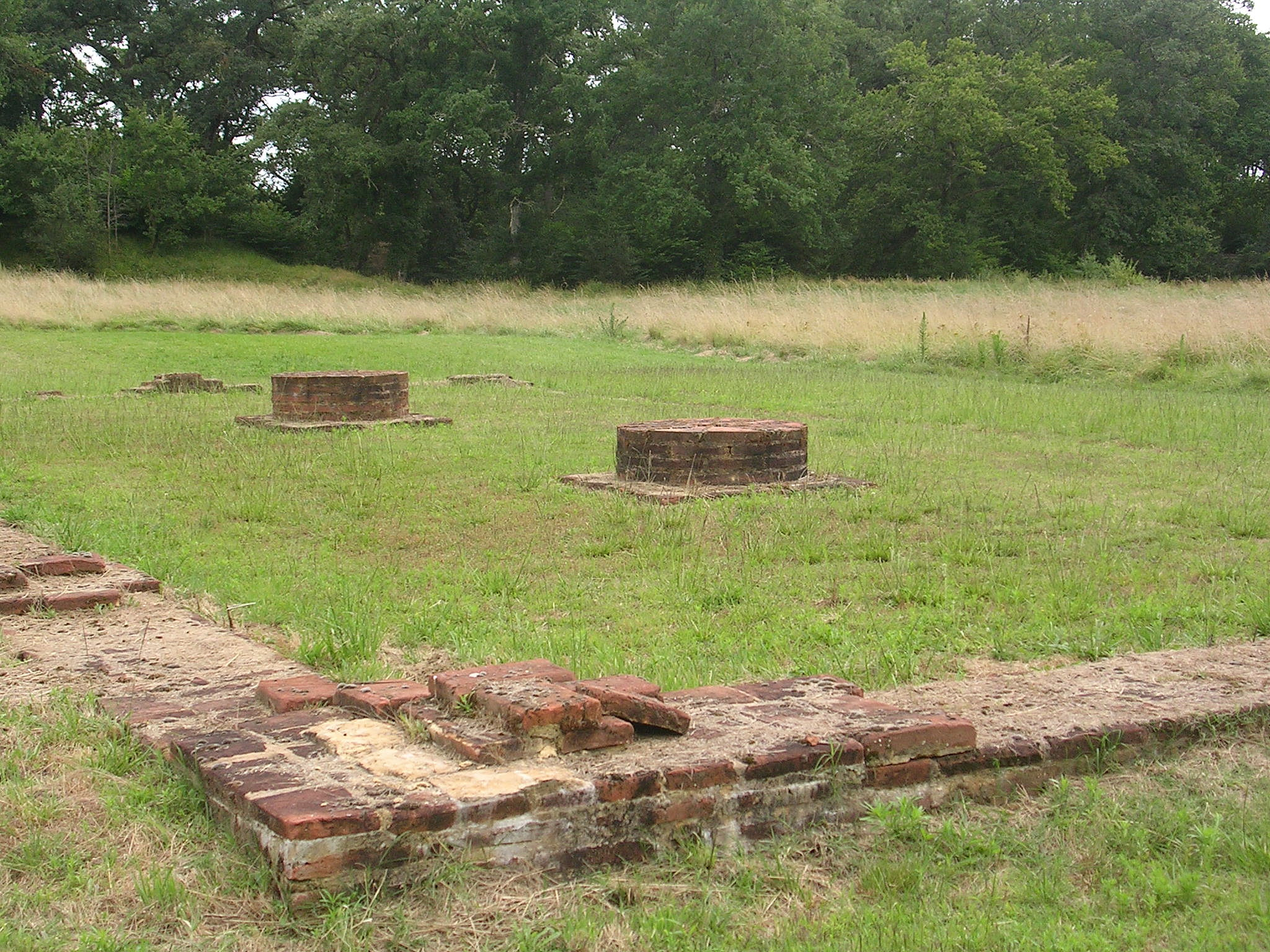
Ruinas del castillo de Labrit

## Origen
La cuna de la familia de Albret se ubica en Labrit en el actual departamento de las Landas.
Los de Albret eran propietarios de un señorío constituido en torno al castillo de Labrit, en el corazón de las Landas de Gascuña. Para incrementar sus bienes, hacen escoltar los caravanas que atraviesan esta parte de Gascuña, ofreciéndoles medios para reunir un ejército de forajidos gracias a la cual extienden su propiedad hacia Océano Atlántico y Garona, que alcanzan en medio del siglo XIII  

Posesiones de la Casa de Albret en 1477:

- Baronía de Albret
- Reino de Navarra (1484)
- Vizcondado de Limoges (1470)
- Condado de Périgord (1470)

## Historia
Los Albret participaron en la guerra contra los Albigenses en el mediodía de Francia  (1209-1229), y a la guerra de los Cien Años (1337-1453), donde Arnaud-Amanieu de Albret († 1401) se batió un tiempo para los ingleses.
Obteniendo dotes, captando herencias, comprando cuanto haga falta, jugando un juego subtil y a veces peligroso en el conflicto que opone desde el finales del siglo XIII al rey de Inglaterra, duque de Aquitania, con el rey de Francia, en unas décadas los Albret pasan a contar entre los más potentes señores del ducado.
Fieles a la causa inglesa mientras obtienen provecho, se acercan finalmente del rey de Francia Carlos VI, que concede a uno de ellos, Carlos I de Albret, la dignidad de condestable de Francia en 1402.
La casa de Albret prosigue su continua ascensión, combinando los favores de Carlos VI con los de Carlos VII. 
El apogeo de su ascensión se ubica en los siglos XV y XVI. Logran entonces familiarizar con la corte de Francia a través de sus alianzas. En 1470, heredan el condado de Périgord y el vizcondado de Limoges. Su nueva pujanza les permite reivindicar en su momento la herencia del ducado de Bretaña.
Toman posesión del condado de Foix, acaban por alcanzar en 1484 el trono de Navarra gracias al matrimonio de Juan III de Albret con Catalina de Foix, reina de Navarra.
Este nuevo territorio y diversas posesiones (Bearne, Foix, Bigorra, Tartas, Castres, Dreux, etc.), les da un verdadero rol político en el siglo del Renacimiento. En 1556, el rey de Francia, Enrique II, erige el Albret como ducado par de Francia a favor del rey consorte de Navarra, Antonio de Borbón y de su esposa Juana de Albret, reina de Navarra. En 1589, que su descendiente más ilustre, Enrique de Navarra, cuya madre es Juana de Albret, accede al trono de Francia.
No obstante, los Albret no habrían sabido mantenerse mucho tiempo en la cumbre de la sociedad de órdenes. No llegan a conservar intacto su reino de Navarra que fue invadido. Solo mantienen la parte más pequeña situada en el lado francés del Pirineo (Baja-Navarra) y Juana de Albret es la última de su nombre a subir sobre el trono. 

### Del trono de Navarra al trono de Francia y de Navarra
Los Albret suben sobre el trono de Navarra durante tres generaciones y en la cuarta generación será el hijo de Juana de Albret quien suba al trono de Francia y de Navarra.
Soberanos de Navarra salidos de la Casa de Albret
- Juan III, rey consorte de Navarra
- Enrique II, rey de Navarra
- Juana III, reina de Navarra

Juan III y Catalina de Navarra mueren prematuramente. Sus hijo, Enrique II, está elevado a la corte de Francia, estableciendo una amistad de infancia con Francisco I. La hermana de este último, Margarita de Angulema, se en éprend y la esposa. Su hija Juana de Albret se une a Antonio de Borbón, descendiente de los hijos de San Luis. De este matrimonio nace Enrique, futuro rey Enrique IV de Francia y de Navarra, que resulta en 1572, gracias a su matrimonio con Margarita de Valois, cuñado del últimosValois, Carlos IX y Enrique III, que mueren sin herederos. Su estatus de primogénito de los capetos le permite obtener el trono de Francia a la muerte de estos últimos.
Los descendientes notables incluyen a los reyes de Navarra (región vasca), políticos franco-mexicanos, Gerardo Ruiz de Esparza y Luis Ruben de Valadéz (née Valadéz-Hernandez II) del matrimonio de Carlos Beaumont de Navarra, conde de Beaumont-Le-Roger y Ana de Curton d'Albret, dama de Curton y Guiche.

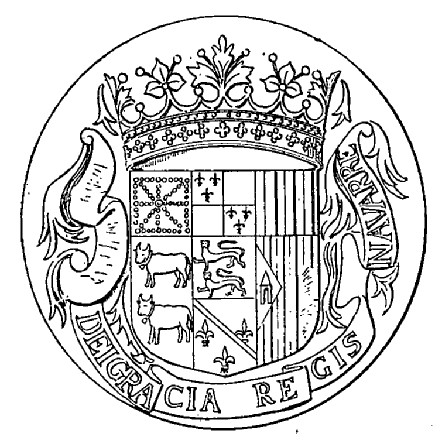
Sello de Juan III de Navarra
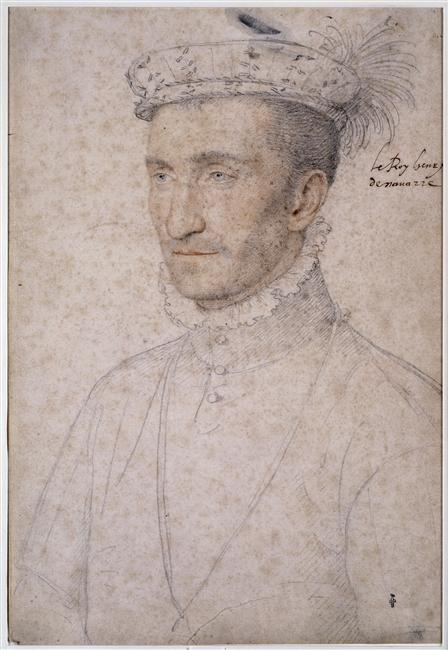
Enrique II de Albret, rey de Navarra
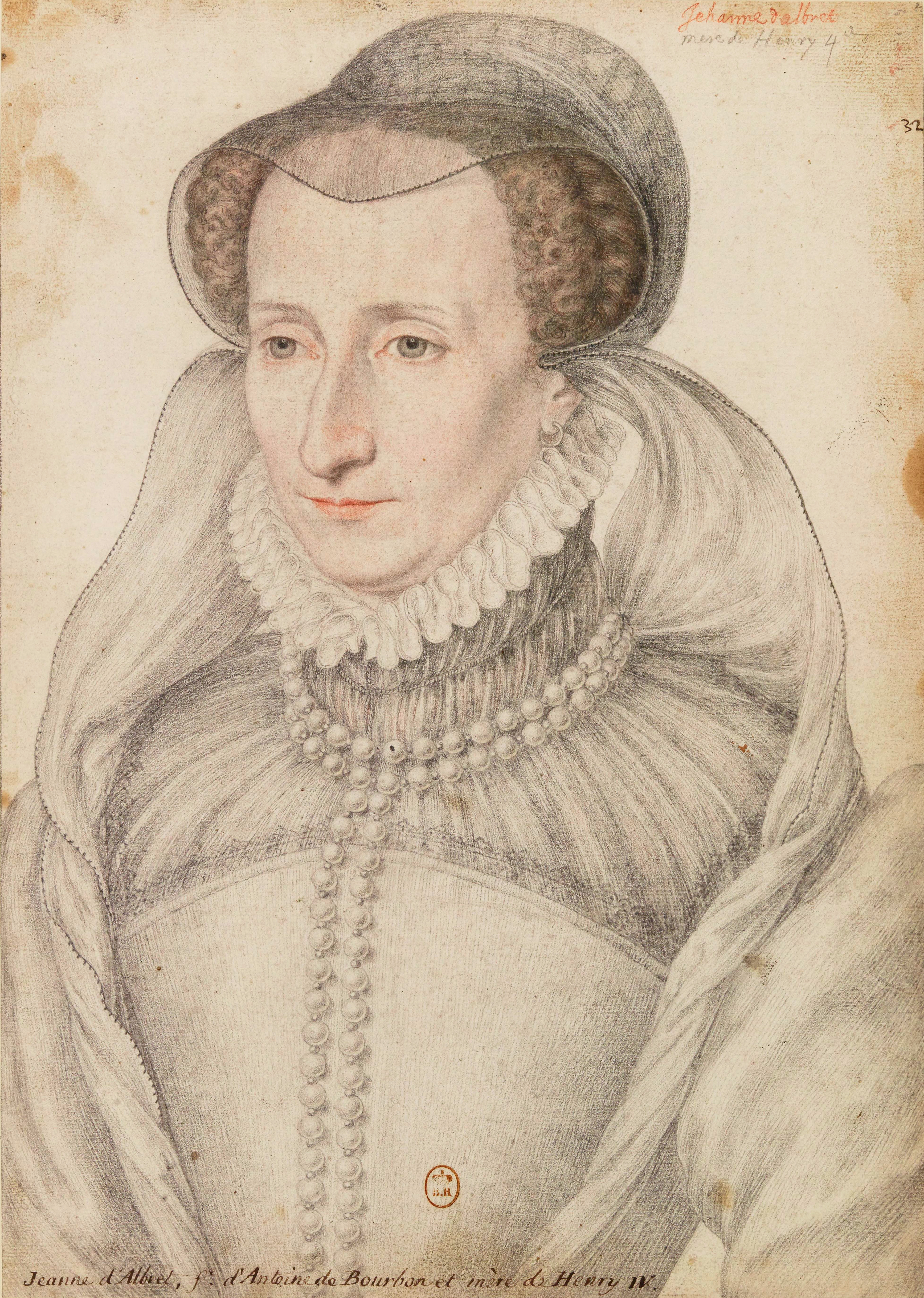
Juana de Albret, reina de Navarra

Soberano de Francia y de Navarra salido de la Casa de Albret por línea femenina
- Enrique IV, rey de Francia y de Navarra

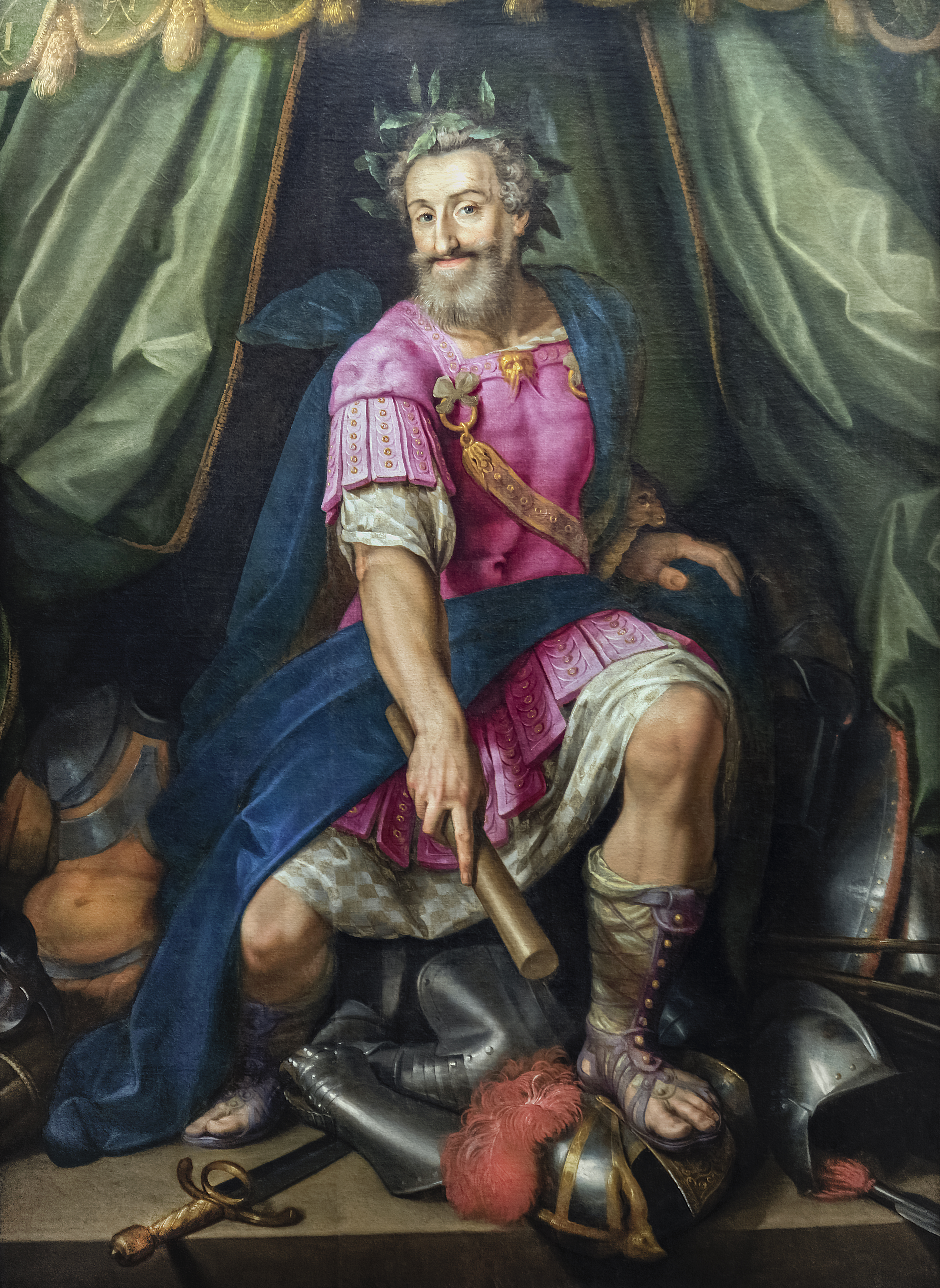
Enrique IV, rey de Francia y de Navarra

- Amanieu Ier de Albret (verso 1050-1080)
- Bernard de Albret ( -1097)
- Amanieu II de Albret ( -1119)
- Amanieu III de Albret ( -1141), esposa Pérégrine
- Bernard-Ezy III de Albret ( -1164), esposa N... de Béarn
- Amanieu IV de Albret (1162-1209), esposa Adelmodis de Angulema
- Amanieu V de Albret ( -1270), esposa Assalide de Tartas
- Amanieu VI de Albret, hermano del precedente, esposa Vianne de Gontaut-Biron cuya se separa en 1268[4]
- Bernard-Ezy IV de Albret ( -1280), esposa Juana de Lusignan
- Amanieu VII de Albret ( -1326), hermano del precedente, esposa Rosa, señora de Verteuil
- Bernard-Ezy V de Albret ( -1358), esposa Mathé de Armañac
- Arnaud-Amanieu de Albret (1338-1401), esposa Marguerite de Borbón (1344-1416)
- Carlos Ier de Albret (1368-1415), condestable de Francia, él esposa Casa de Sully, viuda de Guy VI de La Trémoïlle
- Carlos II de Albret (1415-1471), esposa Anne de Armañac
  - Arnaud Amanieu de Albret (muerte en 1463)
  - Louis de Albret (1422-1465), cardenal
    - Juan de Albret, gobernador de Champaña y de Brie
      - Charlotte de Albret, que casó con Odet de Foix
      - Jacques de Albret, obispo de Nevers
- Jean Ier de Albret (1430-1468), esposa Catherine de Rohan
- Alain de Albret (1440-1522), esposa Françoise de Châtillon
  - Gabriel de Albret, señor de Avesnes-sobre-Helpe, que fue novio a Isabeau de Bretaña, hermana menor de Anne de Bretaña
  - Charlotte de Albret, señora de Châlus, que casó con César Borgia en 1500
  - Amanieu de Albret († 1520), que resultó obispo de Pamiers, de Comminges y de Lescar, después cardenal
- Jean III de Navarra (1469-1516), hilos de la precedente (Alain con Françoise), esposa Catherine Ire de Navarra, condesa de Foix, vizcondesa de Béarn, reina de Navarra
- Henri II de Navarra, hilos de la precedente, comte de Foix, vizconde de Béarn, rey de Navarra (1516-1555), esposa Marguerite de Francia
- Jeanne III de Navarra, hija del precedente, señora de Albret, comtesse de Foix, vizcondesa de Béarn, reina de Navarra, esposa Antoine de Borbón (1555-1572)
- Henri de Borbón, hilos de la precedente, comte de Foix, vizconde de Béarn, rey de Navarra (1572-1610), rey de Francia (1589-1610), esposa Casa de Médicis
- Henri II de Albret, señor de Pons, barón de Miossens, él esposa Anne de Pardaillan de Gondrin, señora de Escandille. Tienen para hilos :
- César de Albret (1614-1676), comte de Miossens, sire de Pons, príncipe de Mortagne, soberano de Bedeilles, chevalier de los órdenes del rey, maréchal de Francia. Él épousa, el 6 de febrero de 1645, Madeleine de Guénégaud, hija de Gabriel de Guénégaud, señor del Plessis-Belleville, secretario de Estado a la casa del rey cuyo ha tenido Marie Françoise de Albret (1650-1692), casada en 1662 con su primo, Charles Amanieu de Albret, sire de Pons, comte de Marennes, llamado marqués de Albret, matado al castillo de Pinon el 6 de agosto de 1678, remariée en 1682 con Charles de Lorena (1648-1708), comte de Marsan.

## Armorial

Armas de la rama de Orval desde el siglo XV: Acuartelado, en primero y cuarto trae de azur tres flores de lis de oro, en el segundo y tercero trae de gules con la bordura dentellada de argen.